# Ängsvädd
Ängsvädd (Succisa pratensis) är en medelstor flerårig ört med blåvioletta blommor som blommar från augusti till september. I Sverige kan den återfinnas från Skåne till Västerbotten, främst på fuktig ängsmark.
Blomställningarna är täta och korgliknande och sitter en eller flera tillsammans på upprätta stjälkar. På stjälken sitter glest strödda motsatta par av små avlånga blad med smal bas och helbräddade kanter. Vid växtens bas finns en bladrosett med större ovala blad, vilka också har helbräddad kant. Roten är en så kallad jordstam och ett kännetecken för denna är att den ser ut att vara avbiten eller avskuren, något som beror på att äldre delar efterhand vissnar.

## Historisk foderväxt
"Arten är betes- och slåttergynnad, men lever kvar länge efter det att hävden har upphört ." hävdar Sörmlands flora. 2001. Samma gäller för övergivna fäbodar och fuktiga utmarksängar i norra Uppland. Det betyder inte att ängsvädd behöver vara särskilt smaklig för betesdjur, bara att växtsamhället dugt som foder.[källa behövs]